# Нойрін Ні Ріайн
Нойрін Ні Ріайн (нар. 12 червня 1951) — ірландська співачка, письменниця, викладачка, теологиня та експертка з григоріанського співу. Відома завдяки своїм духовними піснями, але також співає кельтські, давньоірландські та індійські пісні. Уміє грати на індійській фісгармонії, скринці Шруті та вістлі. Артистка-резидентка у Вексфорді та Ліїші. Виступає разом зі своїми синами Овен та Моллі О'Салліванами під іменем A.M.E.N.